# کیو-پارک
کیو-پارک (انگلیسی: Q-Park) شرکت خدمات ترابری هلندی است، که در سال ۱۹۹۸ تأسیس شد.